# Spinimegopis nepalensis
Spinimegopis nepalensis är en skalbaggsart som först beskrevs av Hayashi 1971.  Spinimegopis nepalensis ingår i släktet Spinimegopis och familjen långhorningar.
Artens utbredningsområde är Nepal. Inga underarter finns listade i Catalogue of Life.